# .223 Remington
El .223 Remington es un cartucho deportivo con casi las mismas dimensiones externas que el cartucho militar 5,56 x 45 OTAN. Monta una bala de calibre 5,56 mm (0,223 pulgadas), con pesos que van desde 40 hasta 90 granos, aunque el peso más común es de 55 granos (3,6 gramos).

## Usos
El .223 Remington es uno de los cartuchos de fusil más comunes en los Estados Unidos. Se utiliza ampliamente en dos tipos de fusiles: en los fusiles varmint, la mayoría de los cuales son de cerrojo y comúnmente tienen un estriado con una tasa de rotación de 1/12 pulgadas, adecuado para balas con un peso entre 38 a 55 granos, y en fusiles semiautomáticos como el Colt AR-15 y la carabina Ruger Mini-14. Los fusiles semiautomáticos se usan a menudo por la Policía, para defensa local, y para la caza de alimañas. Entre los muchos cartuchos de fusil modernos, el .223 Remington es uno de los menos costosos y es usado con frecuencia por tiradores ávidos. El .223 Remington también se utiliza en fusiles de supervivencia.